# Moarrão

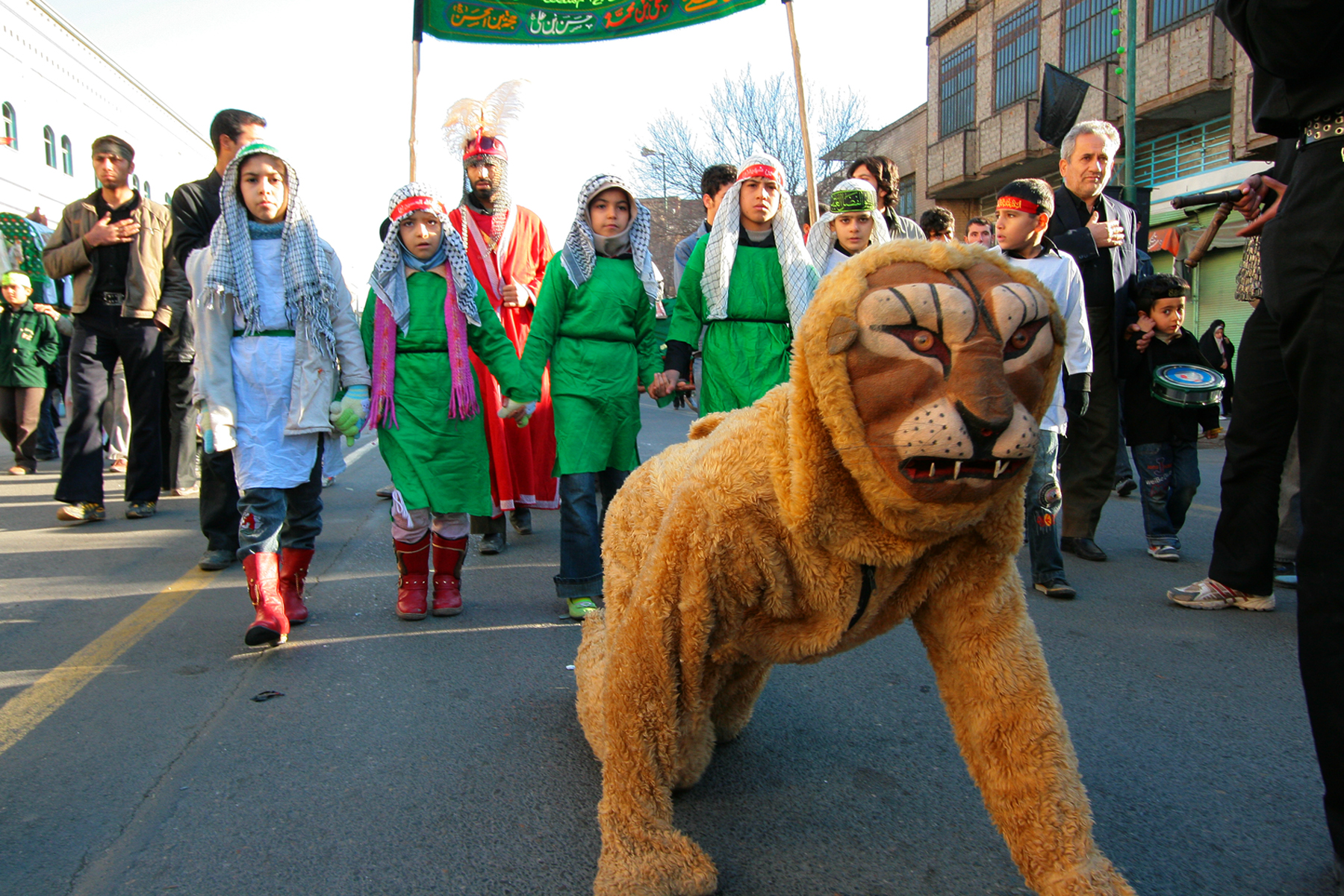
Comemoração do Moarrão no Irã

Moarrão ou Almoarrã ou Muharram é o primeiro mês do calendário islâmico. É um dos meses sagrados, e, em respeito ao Islamismo, os muçulmanos evitam qualquer tipo de brigas. Neste mês, celebra-se o Festival do Moarrão pelos muçulmanos xiitas, onde se comemora o aniversário da Batalha de Carbala, bem como onde a passagem de Moisés pelo Mar Vermelho, fugindo do faraó. O festival se encerra no dia 10 de Moarrão, em que pode haver jejum. Contudo, não se trata de um jejum obrigatório como acontece no Ramadã. 
O período correspondente ao início e fim deste mês no calendário gregoriano para o atual ano islâmico é: 
| Ano (calendário islâmico) | Ano (calendário gregoriano) | Moarrão                    |
| ------------------------- | --------------------------- | -------------------------- |
| 1444                      | 2022                        | 30 de julho a 28 de agosto |

.